# The Chant
The Chant – czterdziesty ósmy album studyjny Sizzli, jamajskiego wykonawcy muzyki reggae i dancehall.
Płyta została wydana 17 lutego 2012 roku przez wytwórnię Afro Jam Records. Produkcją nagrań zajął się Everton "Caveman" Moore.

## Lista utworów
1. "Chanting Rastaman"
2. "Jah Made It Possible"
3. "How Come" feat. Jah Seed
4. "Put Away the Weapons"
5. "Zimbabwe"
6. "Hungry Children"
7. "System Crash"
8. "Look What's Happening"
9. "Smoke Marijuana" feat. Wippa Demus, Halloway
10. "Love Selassie I More"
11. "A She Mi Love"
12. "Something Special"
13. "Chant"

## Twórcy

### Muzycy
- Sizzla – wokal
- Halloway – wokal (gościnnie)
- Jah Seed – wokal (gościnnie)
- Wippa Demus – wokal (gościnnie)
- Earl "Chinna" Smith – gitara
- Fabian Marley – gitara basowa, instrumenty klawiszowe i dęte
- Bunny Wailer – perkusja